# دبار
شهر دبار (به مقدونی: Дебар) با جمعیت  ۱۹٫۵۴۲   نفر  در استان جنوب غربی کشور مقدونیه شمالی واقع شده‌است.